# Basilepta tricolor
Basilepta tricolor es un coleóptero de la familia Chrysomelidae.
Fue descrita científicamente por primera vez en 1877 por Baly.